# Усбю (комуна)
Комуна Усбю (швед. Osby kommun) — адміністративно-територіальна одиниця місцевого самоврядування, що розташована в лені Сконе у південній Швеції.
Усбю 170-а за величиною території комуна Швеції. Адміністративний центр комуни — місто Усбю.

## Населення
Населення становить 12 672 чоловік (станом на вересень 2012 року). 
| Кількість населення комуни Усбю за 1970-2010 роки | Кількість населення комуни Усбю за 1970-2010 роки | Кількість населення комуни Усбю за 1970-2010 роки | Кількість населення комуни Усбю за 1970-2010 роки | Кількість населення комуни Усбю за 1970-2010 роки |
| ------------------------------------------------- | ------------------------------------------------- | ------------------------------------------------- | ------------------------------------------------- | ------------------------------------------------- |
| Рік                                               |                                                   |                                                   | Населення                                         |                                                   |
| 1970                                              | 1970                                              |                                                   | 13 732                                            | 13 732                                            |
| 1975                                              | 1975                                              |                                                   | 13 810                                            | 13 810                                            |
| 1980                                              | 1980                                              |                                                   | 13 765                                            | 13 765                                            |
| 1985                                              | 1985                                              |                                                   | 13 581                                            | 13 581                                            |
| 1990                                              | 1990                                              |                                                   | 13 742                                            | 13 742                                            |
| 1995                                              | 1995                                              |                                                   | 13 610                                            | 13 610                                            |
| 2000                                              | 2000                                              |                                                   | 12 742                                            | 12 742                                            |
| 2005                                              | 2005                                              |                                                   | 12 600                                            | 12 600                                            |
| 2010                                              | 2010                                              |                                                   | 12 724                                            | 12 724                                            |
| Джерело: SCB                                      |                                                   |                                                   |                                                   |                                                   |

## Населені пункти
Комуні підпорядковано 3 міські поселення (tätort) та низка сільських, більші з яких:
- Усбю (Osby)
- Ленсбуда (Lönsboda)
- Чіллеберґ (Killeberg)
- Гекен (Hökön)
- Віссельтофта (Visseltofta)
- Лусгульт (Loshult)

## Галерея

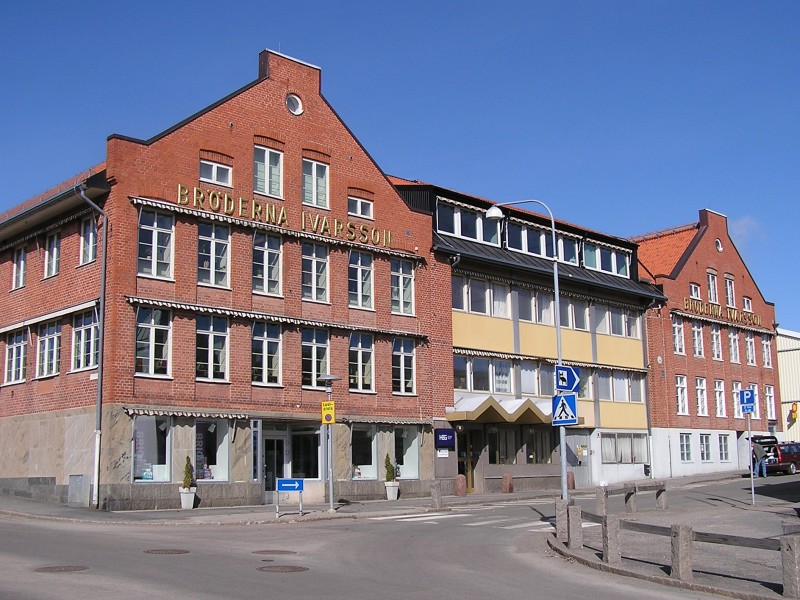
Усбю
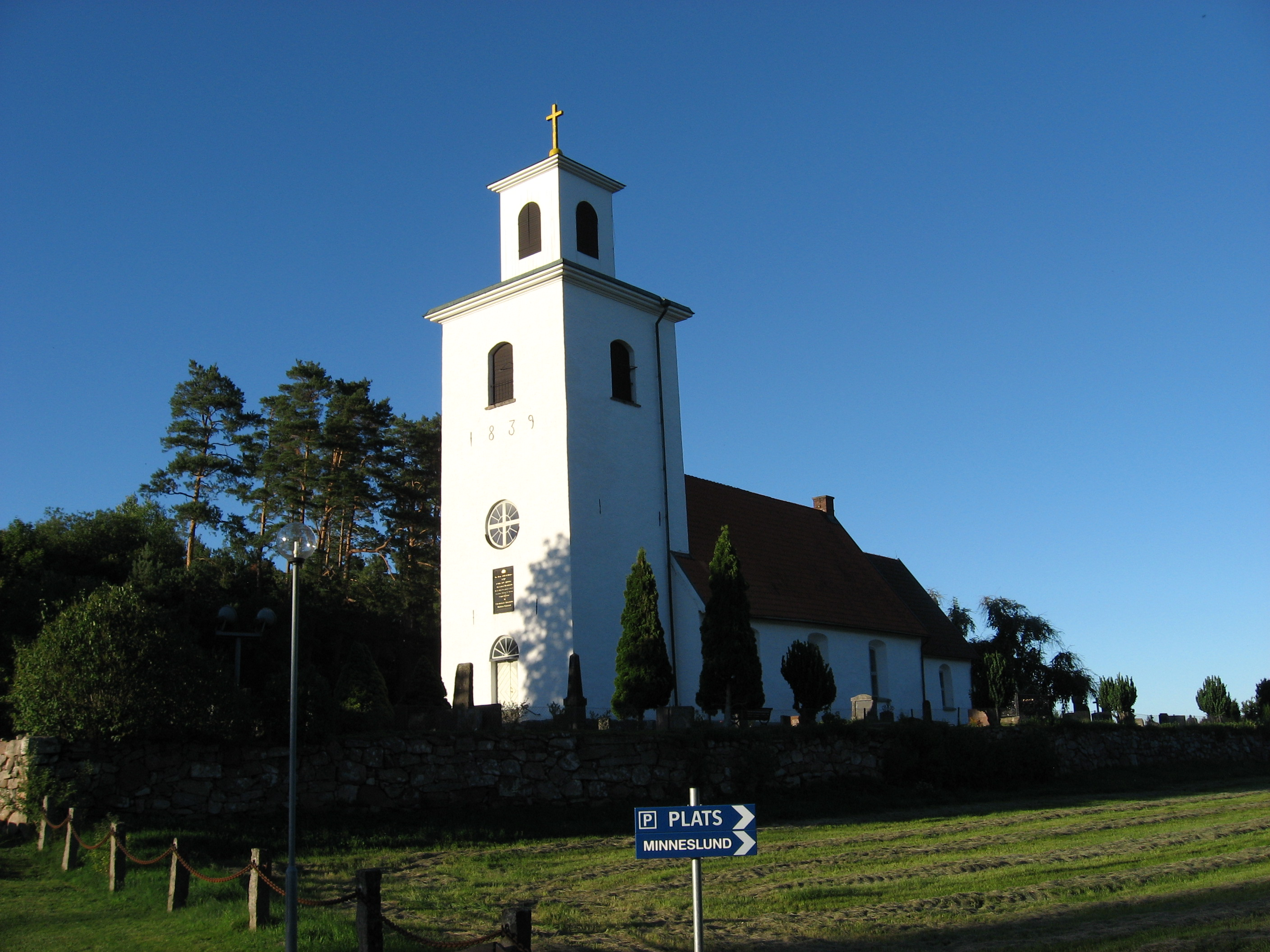
Церква (Віссельтофта)
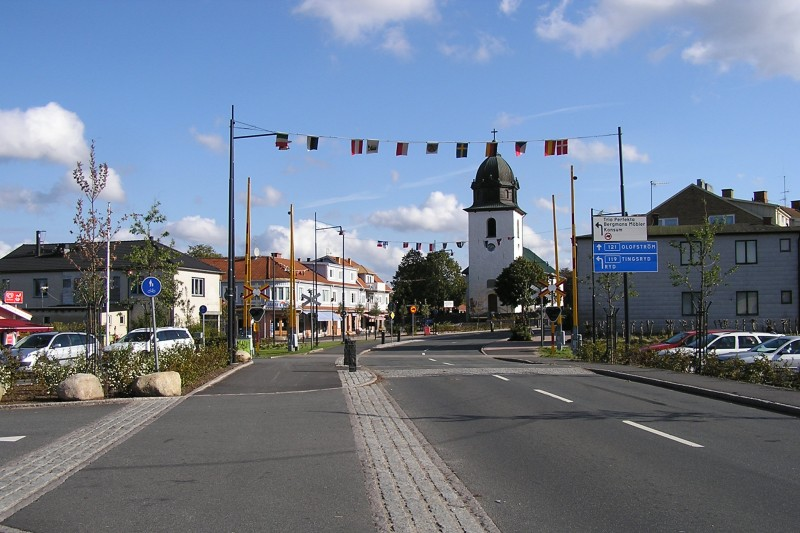
Містечко Ленсбуда
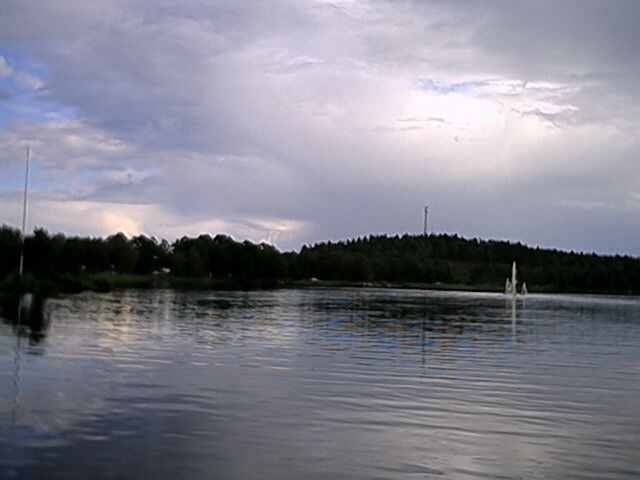
Озеро Усбюшен

## Виноски
1. ↑  https://www.altinget.se/artikel/osbys-kommunalraad-tackas-av-efter-38-aar-i-kommuntoppen-
2. ↑  (unspecified title) — 1994. — ISBN 91-38-12948-5
3. ↑  (unspecified title) — 1995. — ISBN 91-38-30428-7
4. ↑  (unspecified title) — 1998. — ISBN 91-38-31311-1
5. ↑  https://www.svt.se/nyheter/lokalt/skane/veteraner-tackar-for-sig-i-osby
6. ↑  (unspecified title) — 2007. — ISBN 91-38-32358-3
7. ↑  (unspecified title) — 2002. — ISBN 91-38-31951-9
8. ↑  (unspecified title) — 1999. — ISBN 91-38-31445-2
9. ↑  (unspecified title) — 2003. — ISBN 91-38-32045-2
10. ↑  (unspecified title) — 2006. — ISBN 91-38-32230-7
11. ↑  https://www.osby.se/nyheter/nyheter-2023/2023/2023-08-29-lotte-melin-ar-ny-ordforande-for-kommunstyrelsen.html
12. ↑  https://www.dagenssamhalle.se/styrning-och-beslut/kommunpolitik/kommunalrad-avgar-kande-till-anklagelse-mot-partikollega/
13. ↑  https://www.osby.se/nyheter/nyheter-2023/2023/2023-06-19-niklas-larsson-avgar-som-kommunstyrelsens-ordforande.html
14. ↑  https://espressomedia.se/socionomen-som-blev-kommunalrad-marika-bjerstedt-hansen/
15. ↑  Folkmangd i riket, lan och kommuner (шв.) . Центральне бюро статистики Швеції. Архів оригіналу за 20 серпня 2013. Процитовано 20 лютого 2013.